# Орлівка (Гайсинський район)
Орлі́вка — село в Україні, у Соболівській сільській громаді Гайсинського району Вінницької області. Населення становить 805 осіб. До 2020 року орган місцевого самоврядування — Орлівська сільська рада.

## Географія
Село розташоване за 141 км від обласного центру та за 48 км від районного центру. Селом тече річка Мочулка, права притока Удичу. В околицях села знаходиться ландшафтний заказник місцевого значення урочище Бурлацький ліс.

## Історія
(прохання до місцевих доповнити цей розділ)
Письмово вперше село Орлівка (Orłowka) згадується в Подимному реєстрі Брацлавського воєводства, що був вписаний у вінницьку гродську книгу 16 листопада 1629 року. Ця книга не збереглась, але з неї був зроблений витяг з даного реєстру. У 1717 році цей витяг був повторно вписаний у вінницьку градську книгу. Звідси реєстр був опублікований у книзі рос. Архив Юго-Западной России.
Під цією ж назвою, але вже як містечко, Орлівка зазначена в 1639 р. у списку маєтків брацлавського старости, чернігівського воєводи і гетьмана польного коронного Марціна Калиновського (загинув у 1652 році в битві під Батогом). Список був складений у XVIII столітті. Документ зберігається у Центральному державному історичному архіві України в Києві, а також у Головному архіві давніх актів у Варшаві (Archiwum Główne Akt Dawnych) в родовому архіві Браніцьких.
У вінницькій ґродській книзі 1645 року дане поселення значиться як містечко „свєжо осажоноє” Велика Орлівка (Orłowka Wielka).
Під назвою слобода Орлівка  (Orluwfka) знайдено її на одній із перших мап України, яка створена у 1650 році відомим французьким інженером Ґійомом Бопланом.
«Орлівка (Orłówka) або Орлівці (Orłowce) — село над річкою Мочулкою, притокою Удича (Гадича), Гайсинський повіт, волость М’ягкоходи, католицька парафія Ладижин, поштова станція Гайсин, має 240 будинків, 1010 мешканців, 1256 десятин селянської землі, церква в ім’я святого Димитрія, побудована у 1759 році, мала 1558 парафіян. Належала до Бубнівського ключа графині Олександри Потоцької».
На час написання радянської енциклопедії зафіксовано чисельність населення у 1601 осіб. За Орлівським колгоспом імені Горького було закріплено 3131 га, зокрема, орної землі — 2464 га. Тут вирощували пшеницю, цукрові буряки, кукурудзу, горох. У селі діяла восьмирічна школа, будинок культури, бібліотека. Видавалася газета «Зоря комунізму».
Орлівка відома з 1740-х років XVIII століття. У червні—серпні 1848 року відбулися антифеодальні виступи селян, які не схотіли відбувати «згінні дні» на поміщицю.

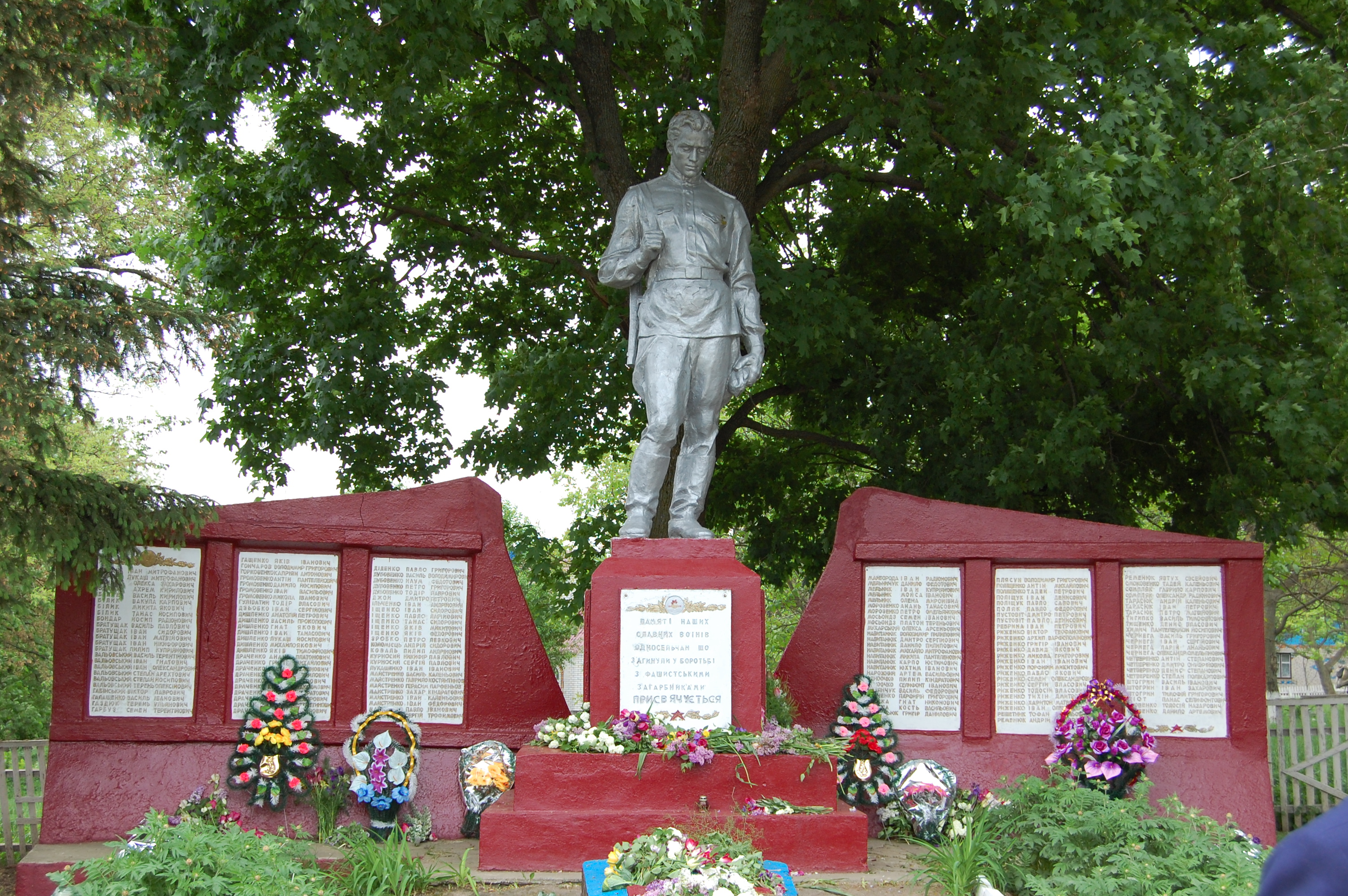
Меморіал

Життя чимало селян відібрала кривава німецько-радянська війна. З війни не повернулося 152 жителя. Їхні імена викарбувані на стеллах біля пам'ятника Невідомому солдату, який стоїть в центрі села (побудований пам'ятник у 1960 році).
Населення села на початок 2017 року становить 607 осіб.
ФГ «Тригубенко В. О.» є основним орендаторем земельних паїв жителів села.
12 червня 2020 року, відповідно розпорядження Кабінету Міністрів України № 707-р «Про визначення адміністративних центрів та затвердження територій територіальних громад Вінницької області», село увійшло до складу Соболівської сільської громади.
17 липня 2020 року, в результаті адміністративно-територіальної реформи та ліквідації Теплицького району, село увійшло до складу Гайсинського району.

## Соціальна сфера
В селі діють: середня загальноосвітня школа І—ІІ ступенів, ДНЗ «Пролісок», сільський клуб, бібліотека, амбулаторія, пошта, приватні крамниці.

## Транспорт
Біля села знаходиться пасажирський залізничний зупинний пункт Орлик, на якому зупиняється приміський поїзд сполученням Вінниця — Гайворон. Проїзд для пенсіонерів у поїзді є безкоштовним. Всі вагони плацкартні. 
Двічі на тиждень: щопонеділка та щоп'ятниці курсує рейсовий автобус сполученням Теплик — Орлівка. 

## Галерея

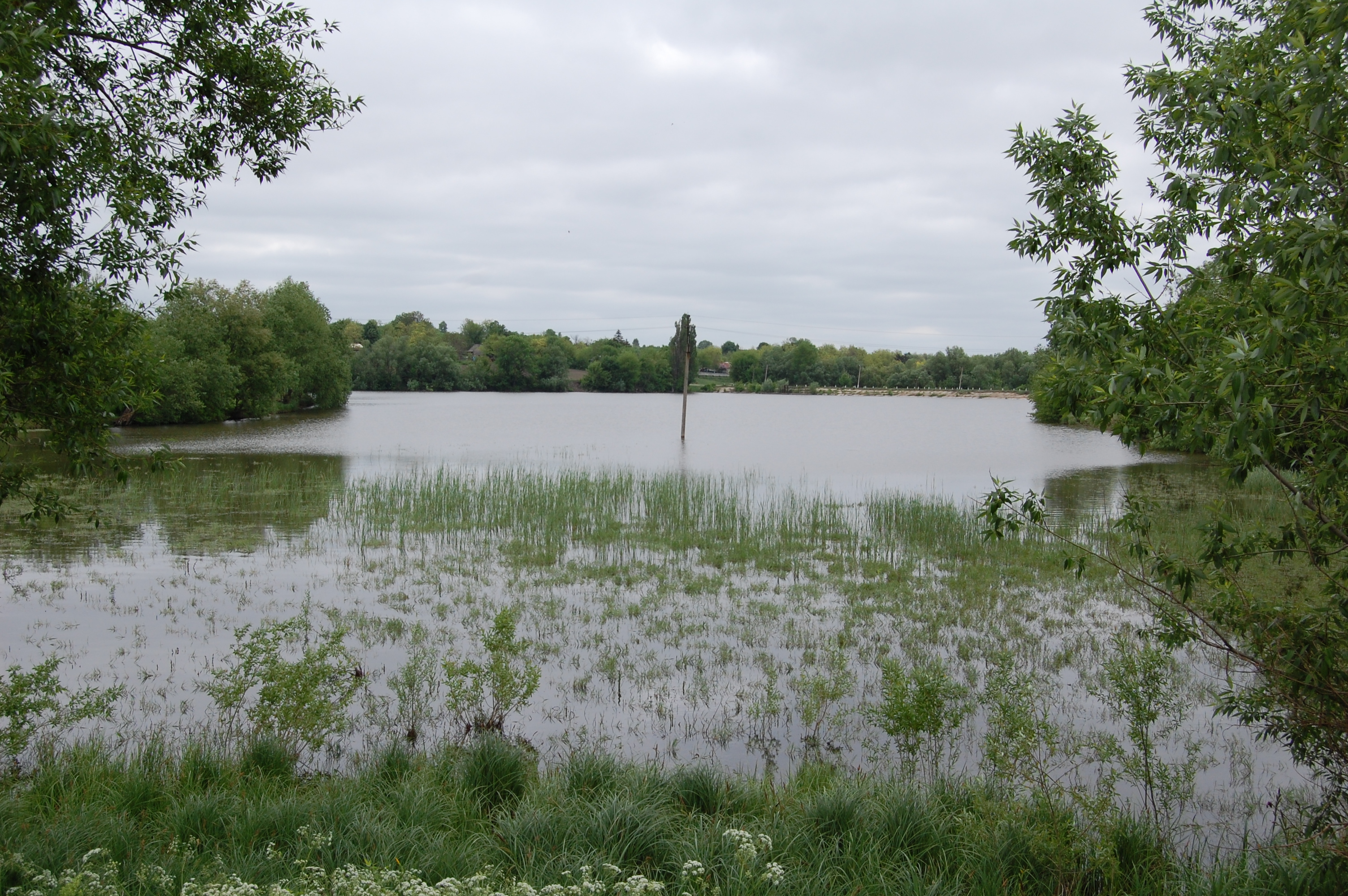
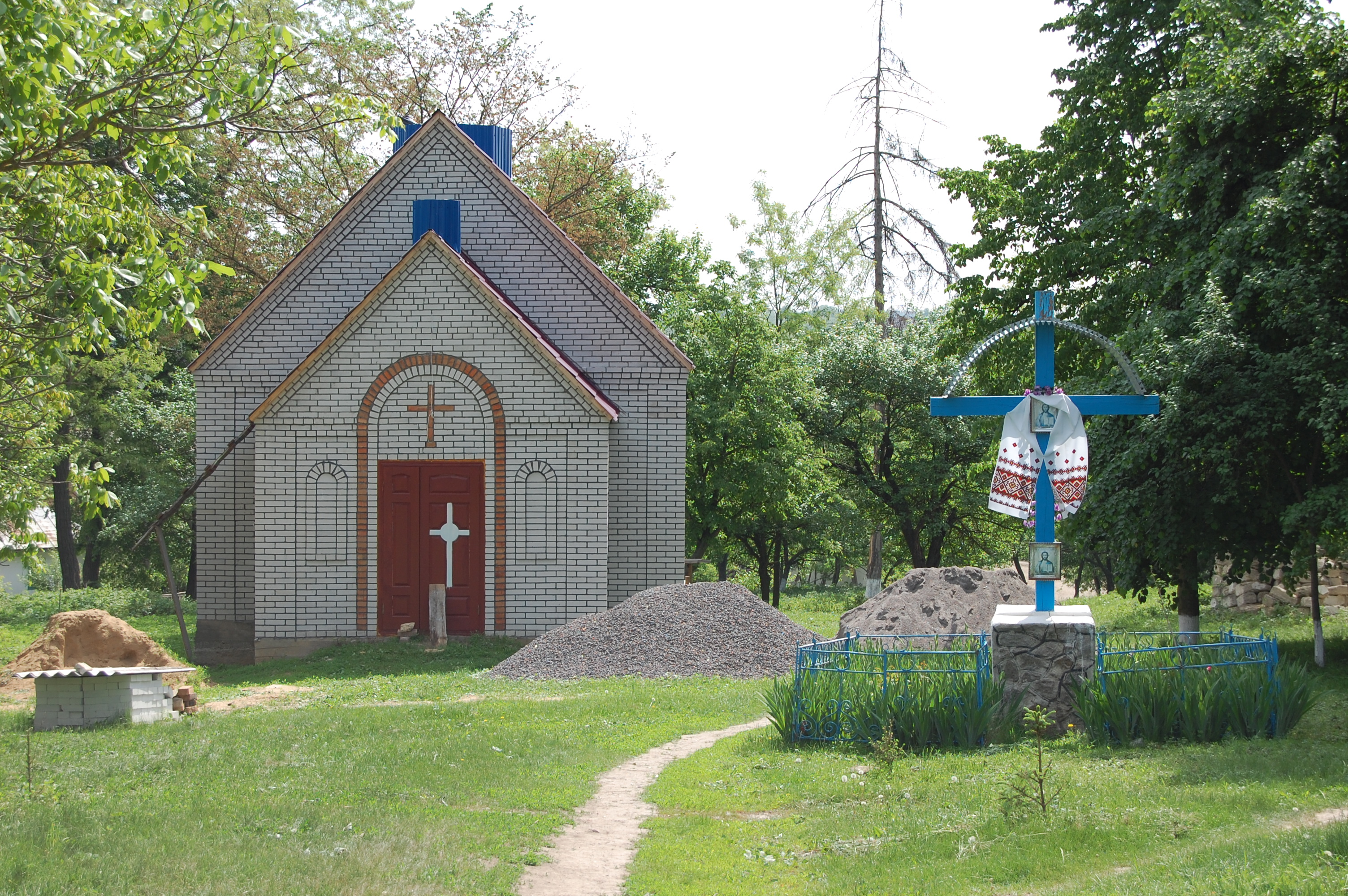
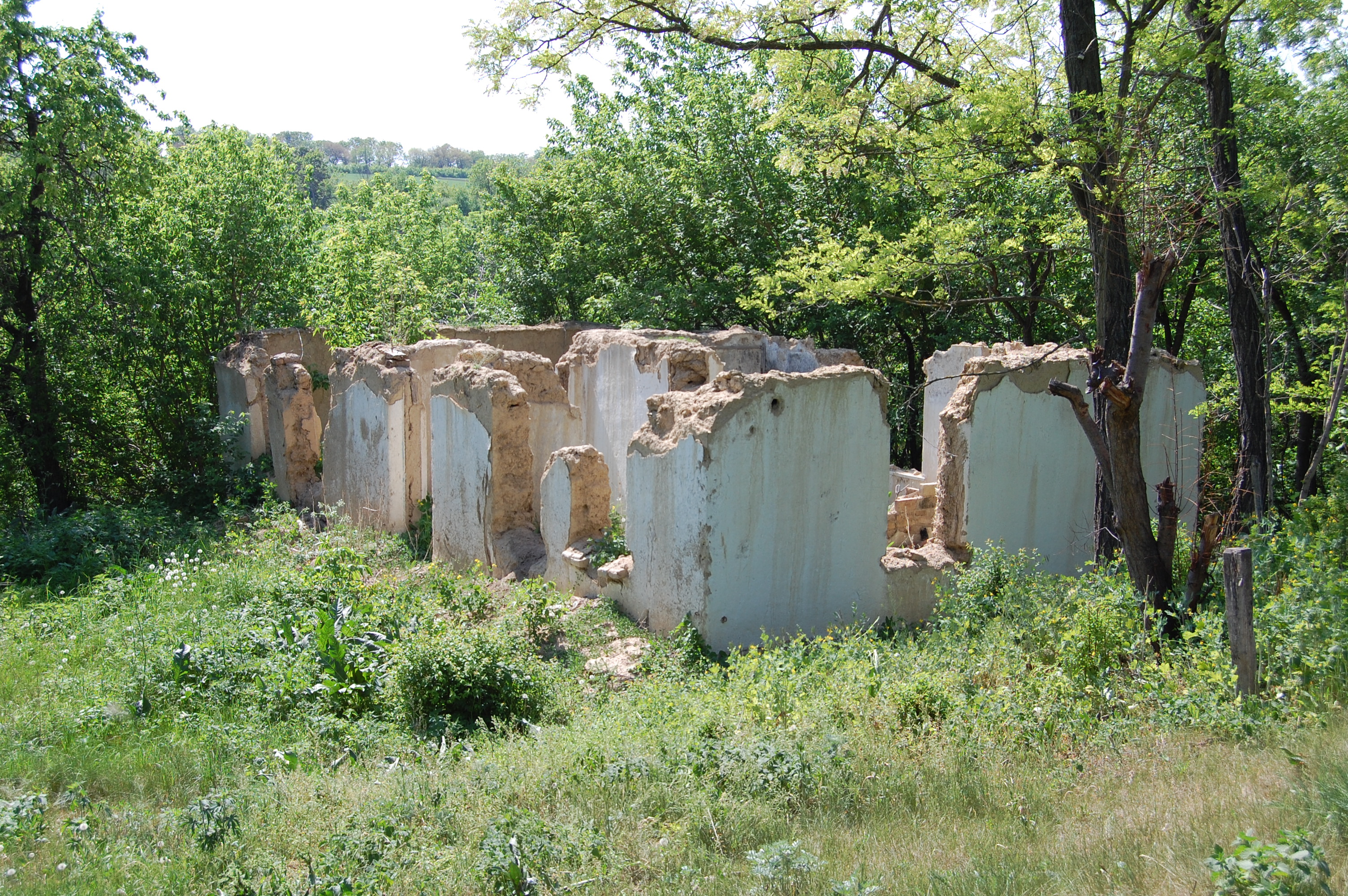
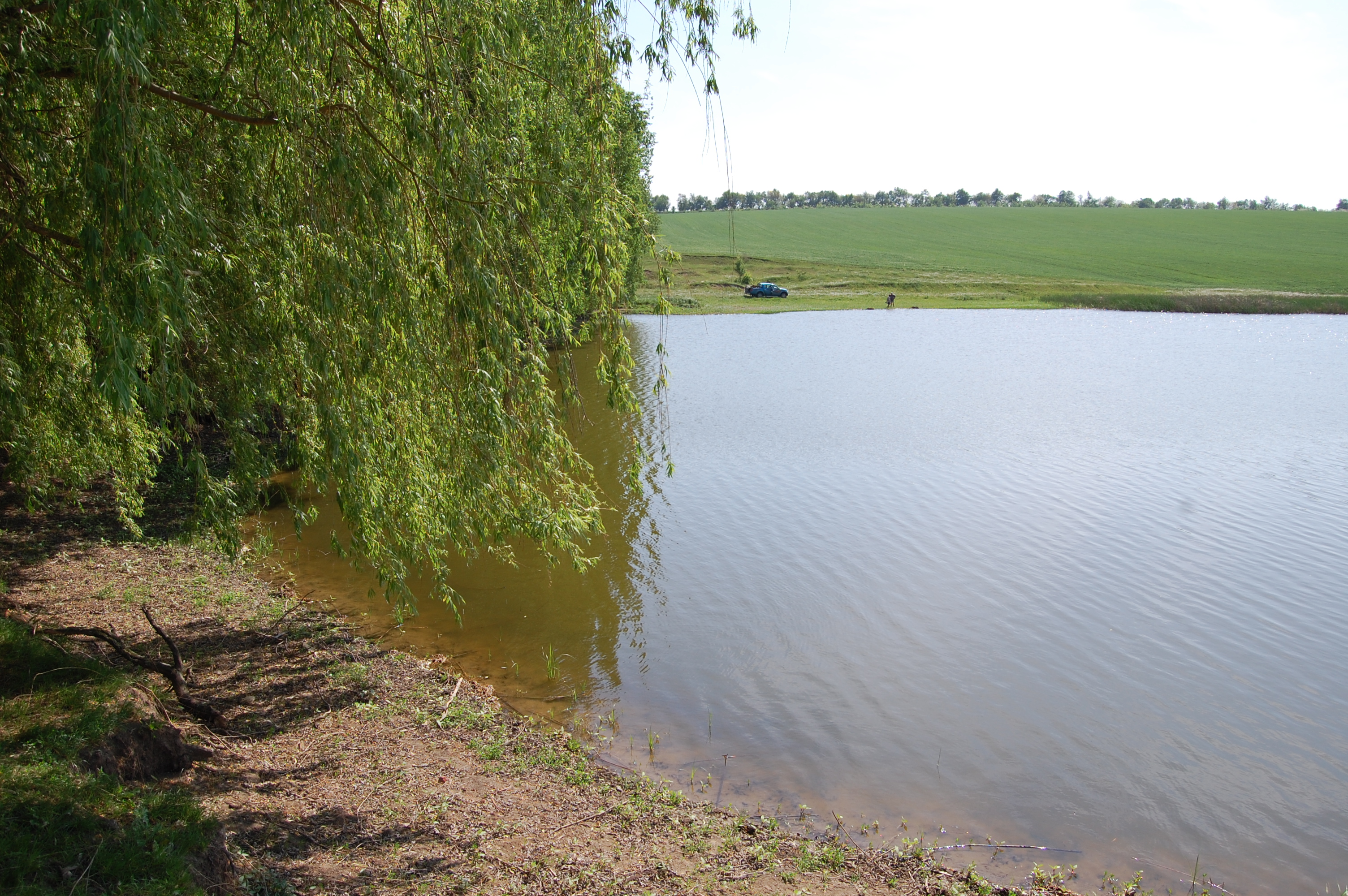

## Особистості
- Герасим Драченко — старшина Армії УНР
- Галина Тимофіївна Тарасюк (нар. 26 жовтня 1948) — уродженка села, сучасна українська поетеса, прозаїк, критик, перекладач, член Асоціації українських письменників (АУП), Національної спілки журналістів України.